# Phyxelida malagasyana
Phyxelida malagasyana är en spindelart som beskrevs av Griswold 1990. Phyxelida malagasyana ingår i släktet Phyxelida och familjen Phyxelididae.
Artens utbredningsområde är Madagaskar. Inga underarter finns listade i Catalogue of Life.